# 126 v.Chr.
126 v.Chr. is een jaartal volgens de christelijke jaartelling.

## Gebeurtenissen

### Syrië
- Demetrius II Nicator wordt bij Damascus verslagen door zijn rivaal Alexander II Zabinas en vlucht per schip naar Tyrus.
- Het Seleucidenrijk wordt verscheurd door dynastieke problemen, het eens zo machtige "Koninkrijk der Seleuciden" omvat slechts het gebied ten noorden van Syrië.

### China
- Zhang Qian bereikt Bactrië, ooit een deel van het Griekse rijk van Alexander de Grote en voert handelsbetrekkingen met de Parthen.